# Cailly-sur-Eure

Cailly-sur-Eure este o comună în departamentul Eure, Franța. În 1 ianuarie 2022 avea o populație de 223 de locuitori.